# Bekkenbodem
Bekkenbodemspieren of kortweg de bekkenbodem zijn een spiergroep die de organen onder in de buik ondersteunen en controle geven over het ledigen van de urineblaas en de endeldarm. De bekkenbodem speelt ook een rol in de seksualiteit. De bekkenbodem bestaat onder meer uit de musculus levator ani.

## Symptomen bij bekkenbodemdisfunctie
Bij gebrekkig functioneren van de bekkenbodem kunnen klachten ontstaan:
- verzakking van onderbuikorganen zoals de blaas, baarmoeder, darmen
- urine-incontinentie en/of ontlastingincontinentie en winderigheid
- moeite met stoelgang (obstipatie)
- moeite met de urinelozing
- verhoogde plasfrequentie
- seksuele problemen, zoals dyspareunie, vaginisme of een erectiestoornis
- pijn in de onderbuik, in de bekkenbodem, rond de anus of geslachtsdelen

## Oorzaken van bekkenbodemdisfunctie
Klachten met betrekking tot de bekkenbodem ontstaan bijvoorbeeld als gevolg van:
- zwangerschap en bevalling
- tekort aan vrouwelijke geslachtshormonen (overgang)
- overgewicht
- prostaataandoeningen en -operaties
- overmatig hoesten (astma)
- chronisch verkeerd gebruik van de bekkenbodemspieren
- verkeerd toiletgedrag
- psychologische stress

## Behandeling
Bekkenbodemspieren kunnen getraind worden door middel van bekkenfysiotherapie, pelottetherapie, kegeloefeningen of pompoir.